# Pusiola melemona
Pusiola melemona är en fjärilsart som beskrevs av Sergius G. Kiriakoff 1963. Pusiola melemona ingår i släktet Pusiola och familjen björnspinnare. Inga underarter finns listade.